# Сазоновский сельский совет (Оржицкий район)
Сазоновский сельский совет (укр. Сазонівська сільська рада) — входит в состав
Оржицкого района
Полтавской области
Украины.
Административный центр сельского совета находится в 
с. Сазоновка.

## Населённые пункты совета
- с. Сазоновка